# VI Simfonija (Brukner)
SIMFONIJA broj 6. A - Dur WAB 106. Antona Bruknera

## Opšte karakteristike
Rad na ovoj Simfoniji trajao je tokom 1881. i 1882. godine, ali je ona premijerno izvedena (baš kao i Deveta Simfonija) tek posle Bruknerove smrti, oko 1900.godine. Jedan od prvih njenih izvođača bio je i Gustav Maler. Brukner je za svoju Šestu rekao: Die Sechste ist die keckste (Šesta je zločesta). Ova oznaka praktično ne znači ništa i ne govori ništa o ovom simfonijskom delu, jer u njemu nema nikakvih patetičnih momenata, za Bruknera tako karakterističnih. Delo odiše spokojstvom i intimnošću. Šesta Bruknerova je poslednja u njegovom srednjem periodu i uvodi u pozni, stojeći kao svojevrsni predah između pet kolosalnih remek dela, od Četvrte do Devete Simfonije. Mada je orkestarski sastav i dalje raskošan, vagnerovski. Četiri njena stava obrazuju celinu trajanja 54 minuta.

## Analiza dela
Prvi stav je sonatni Maestoso. Počinje uvodnim jezgrom u violinama, iza koga nastupaju violončela i kontrabasi i donose prvu temu u intervalu kvinte, sa upadljivim triolama. Druga tema je elegična, dok treća tema donosi unisono svih gudača, kome kontrastira unisono svih duvača. Ovaj materijal se zatim razrađuje i uliva u klasičnu reprizu i monumentalnu Bruknerovu kodu. 
Drugi stav je melodiozni Adagio - Sehr feierlich (Veoma svečano) i modulira u F-Dur sa paralelnim molom. Violine počinju jednu prekrasnu melodiju na koju se odaziva i oboa. Javlja se i motiv sa karakterističnim ritmom posmrtnog marša, koji i preovladava ovim svečanim stavom i poslužio je kao uzor i Maleru. Stav se okončava u laganom zamiranju. 
Treći stav je Scherzo - Nicht zu schnell (Scherzo - Ne brzo). Začudo, ovaj stav ne nosi obeležja austrijske seoske igre, nego Brukner u njemu, u ritmu igre, razrađuje muzičke zamisli simfonijskog programa jednog Berlioza. Bočni delovi tako deluju motivski, a u središnjem triju violine stavu daju izrazito lirski ton. 
Finalni četvrti stav je Finale - Bewegt, doch nicht zu schnell (Uzbuđeno, ali ne brzo). Snažniji melodijski naponi, javljaju se tek u ovom stavu. U prvoj temi, iznad tremola viola i picikata violončela i kontrabasa, uzdižu se violine, a zatim sledi potajna pretnja truba i rogova. Druga tema je lirskog karaktera i donose je violine i ponavlja se uz jednu dopadljivu kontramelodiju klarineta. Nakon kraće razrade, u tipično bruknerovskoj i veličanstvenoj kodi, čuje se i glavna tema prvog stava.

## Antologijski izvođač Bruknerove Šeste Simfonije
Do danas je najbolji, najautentičniji tumač ovog Bruknerovog simfonijskog dela ostao Eugen Johum, uz sudelovanje Berlinske Filharmonije i Simfonijskog Orkestra Bavarskog Radija.